# Keresztes államok

Keresztes államok a Közel-Keleten (1135)

A keresztes államok (latin vagy frank közel-keleti államok) a keresztes háborúk nyomán jöttek létre.
Négy állam alakult az első keresztes hadjárat után:
- a Jeruzsálemi Királyság
- az Antiochiai Hercegség
- az Edesszai Grófság
- a Tripoliszi Grófság

A harmadik keresztes hadjárat során I. Richárd angol király elfoglalta Ciprus szigetét, és az elűzött jeruzsálemi királynak, Guidónak adta, aki megalapította a Ciprusi Királyságot.
A negyedik keresztes hadjáratban Konstantinápoly elfoglalása után a Bizánci Császárság területén megalakult:
- a Latin Császárság
- a Thesszalonikéi Királyság
- az Akháj Fejedelemség
- az Athéni Hercegség
- a Náxoszi Hercegség